# Brookfield (Massachusetts)
Brookfield és una població dels Estats Units a l'estat de Massachusetts. Segons el cens del 2000 tenia 3.051 habitants.

## Demografia
Segons el cens del 2000, Brookfield tenia 3.051 habitants, 1.204 habitatges, i 857 famílies. La densitat de població era de 75,9 habitants per km².
Dels 1.204 habitatges en un 32,4% hi vivien nens de menys de 18 anys, en un 57,6% hi vivien parelles casades, en un 9,1% dones solteres, i en un 28,8% no eren unitats familiars. En el 23,8% dels habitatges hi vivien persones soles el 8,8% de les quals corresponia a persones de 65 anys o més que vivien soles. El nombre mitjà de persones vivint en cada habitatge era de 2,53 i el nombre mitjà de persones que vivien en cada família era de 2,98.
Per edats la població es repartia de la següent manera: un 25,9% tenia menys de 18 anys, un 5,8% entre 18 i 24, un 29,2% entre 25 i 44, un 25,6% de 45 a 60 i un 13,5% 65 anys o més.
L'edat mediana era de 39 anys. Per cada 100 dones de 18 o més anys hi havia 93,8 homes.
La renda mediana per habitatge era de 45.655 $ i la renda mediana per família de 54.519$. Els homes tenien una renda mediana de 38.806 $ mentre que les dones 29.155$. La renda per capita de la població era de 20.144$. Entorn del 3,8% de les famílies i el 6,1% de la població estaven per davall del llindar de pobresa.